# Earth Mama
Pour plus de détails, voir Fiche technique et Distribution.
Earth Mama est un film britannique réalisé par Savanah Leaf, sorti en 2023.

## Synopsis
Une mère célibataire dont les deux enfants sont placés en famille d'accueil est enceinte et se bat pour récupérer la garde de ses enfants.

## Fiche technique
- Titre : Earth Mama
- Réalisation : Savanah Leaf
- Scénario : Savanah Leaf
- Musique : Kelsey Lu
- Photographie : Jody Lee Lipes
- Montage : George Cragg
- Production : Sam Bisbee, Savanah Leaf, Shirley O'Connor, Medb Riordan et Cody Ryder
- Société de production : A24, Academy Films, Film4, Net-Net Worldwide et Park Pictures
- Société de distribution : A24 (États-Unis)
- Pays :  Royaume-Uni et  États-Unis
- Genre : Drame
- Durée : 101 minutes
- Dates de sortie : 
  -  Royaume-Uni : 7 juillet 2023

## Distribution
- Tia Nomore : Gia
- Erika Alexander : Miss Carmen
- Keta Price : Mel
- Doechii : Trina
- Sharon Duncan-Brewster : Monica
- Bokeem Woodbine : Paul
- Kami Jones : Amber
- Slim Yani : Ari
- Dominic Fike : Miles
- Bruhfromlastnight : Earl
- Marley Thompson : Short
- James Allen : James
- Amber Ramsey : Talia
- Tina D'Elia : Jasmine
- Alexis Rivas : Shaynah
- Ca'Ron Jaden Coleman : Trey
- Toni Johnson : Miss Toni

## Accueil
Le film a reçu un accueil favorable de la critique. Il obtient un score moyen de 84 % sur Metacritic.